# 린창민
린창민(중국어 정체자: 林滄敏, 병음: Lín Chāngmîn, 1958년 1월 1일 ~ )은 중화민국의 정치인이다. 1994년 장화현 제1선거구의 시의원 및 2005년 장화현 선거구의 입법위원으로 당선된다.

## 학력
- 둥하이 대학 공공사무석사
- 국립 타이중 기술학원 항공전업기업관리과

## 같이 보기
- 중국국민당